# Tephrosia varians
Tephrosia varians är en ärtväxtart som först beskrevs av Jacob Whitman Bailey, och fick sitt nu gällande namn av Cyril Tenison White. Tephrosia varians ingår i släktet Tephrosia och familjen ärtväxter. Inga underarter finns listade i Catalogue of Life.